# Q版赛车64
《Q版赛车64》（又译作）是一款由Locomotive Games制作、Takara在任天堂64上发行的竞速类游戏。本游戏于1998年7月17日在日本地区发行，于1999年2月10日在北美地区发行。本游戏是Q版赛车系列游戏之一。
本游戏为定制的竞速类游戏，共有114个部分。
《任天堂力量》指出游戏的菜单非常难以操作。IGN评价本作与其他游戏相比为一款无聊的竞速游戏。